# Петрунина, Елена Григорьевна
Еле́на Григо́рьевна Петру́нина (род. 25 ноября 1957, Чирчик, Ташкентская область, Узбекская ССР) — советская волейболистка, игрок сборной СССР (1977). Чемпионка Европы 1977. Нападающая. Мастер спорта международного класса (1977).
Выступала за команду «Автомобилист» (Ташкент). Обладатель Кубка СССР 1978.
В составе сборной СССР в 1977 году стала чемпионкой Европы.
В настоящее время проживает в Луисвилле (США).